# The American Memorial 2001
The American Memorial 2001 var den sextonde deltävlingen i CART World Series 2001. Racet kördes den 15 september på EuroSpeedway Lausitz i Tyskland. 

## Bakgrund
German 500 var det första schemalagda racet i CART:s historia i Europa, och skulle köras över 500 kilometer och 154 varv på den nybyggda EuroSpeedway. Fyra dagar innan tävlingen flög två flygplan in i World Trade Center, ett i Pentagon, samt ett på väg mot Vita huset (som sedermera störtade på ett fält utanför Pittsburgh, Pennsylvania) i en koordinerad terroristattack. I chockvågorna som följde ställdes mängder av idrottsevenemang in, men German 500 beslutades att köras som planerat, men med ett namnbyte till The American Memorial, samt en minnesceremoni innan start.

## Tävlingen
Kenny Bräck återtog mästerskapsledningen med sin fjärde seger för säsongen, men den horribla olyckan som drabbade Alex Zanardi var det som fick all uppmärksamhet efteråt. Zanardi hade varit i depå från ledningen, och kom ut bland de fem första, men hade för bråttom ut, och utan antispinnsystem på bilen, snurrade han baklänges ut på banan, där Alex Tagliani träffade hans cockpit i 340 km/h. Mirakulöst klarade sig Tagliani i stort sett oskadd, men kraschen förstörde Zanardis ben fullständigt, och läkarna tvingades amputera hans ben för att han skulle överleva.  

## Slutresultat
| Plats | Förare               | Team                     | Grid |
| ----- | -------------------- | ------------------------ | ---- |
| 1     | Kenny Bräck          | Team Rahal               | 2    |
| 2     | Max Papis            | Team Rahal               | 16   |
| 3     | Patrick Carpentier   | Forsythe Racing          | 9    |
| 4     | Michael Andretti     | Team Motorola            | 4    |
| 5     | Oriol Servià         | Sigma Autosport          | 20   |
| 6     | Tora Takagi          | Walker Racing            | 26   |
| 7     | Tony Kanaan          | Mo Nunn Racing           | 10   |
| 8     | Gil de Ferran        | Marlboro Team Penske     | 1    |
| 9     | Scott Dixon          | PacWest Racing           | 5    |
| 10    | Paul Tracy           | Team KOOL Green          | 11   |
| 11    | Bruno Junqueira      | Chip Ganassi Racing      | 15   |
| 12    | Hélio Castroneves    | Marlboro Team Penske     | 3    |
| 13    | Townsend Bell        | Patrick Racing           | 27   |
| 14    | Memo Gidley          | Chip Ganassi Racing      | 18   |
| 15    | Jimmy Vasser         | Patrick Racing           | 14   |
| 16    | Maurício Gugelmin    | PacWest Racing           | 23   |
| 17    | Michel Jourdain Jr.  | Herdez Bettenhausen      | 21   |
| 18    | Max Wilson           | Arciero/Brooke Racing    | 24   |
| 19    | Christian Fittipaldi | Newman/Haas Racing       | 12   |
| 20    | Alex Zanardi         | Mo Nunn Racing           | 22   |
| 21    | Alex Tagliani        | Forsythe Racing          | 13   |
| 22    | Shinji Nakano        | Fernández Racing         | 25   |
| 23    | Roberto Moreno       | Patrick Racing           | 8    |
| 24    | Adrián Fernández     | Fernández Racing         | 17   |
| 25    | Dario Franchitti     | Team KOOL Green          | 5    |
| 26    | Cristiano da Matta   | Newman/Haas Racing       | 7    |
| 27    | Bryan Herta          | Zakspeed/Forsythe Racing | 19   |